# Гуанчжоу
Гуанчжо́у (иер. трад. 廣州, упр. 广州, ютпхин: Gwong²zau¹, йель: Gwóngjàu, кант.-рус.: Куончау, пиньинь: Guǎngzhōu, палл.: Гуанчжоу; ранее был известен как Канто́н) — город субпровинциального значения Китайской Народной Республики, столица провинции Гуандун. 
Политический, экономический, научно-технический, образовательный, культурный и транспортный центр южного Китая. Гуанчжоу с населением 18,67 млн человек является четвертым по величине городом Китая, уступая лишь Шанхаю, Пекину и Чунцину. Площадь города — 7434,4 км² на суше и 744 км² на море. ВВП составляет 2,823 трлн юаней, или 151 162 юаня на душу населения.

## Название
Город Гуанчжоу ранее был известен в Европе как Канто́н. Скорее всего, «Кантон» — это произношение названия провинции Гуандун на кантонском диалекте, записанное в соответствии с прежними правилами романизации как Kwang Tung либо Kwangtung и впоследствии ошибочно присвоенное городу Гуанчжоу. В некоторых европейских языках и город, и провинция называются Кантон (или имеют схожее написание). Дополнительная путаница привносится из-за смешения версий названия города, пришедших в западные языки из кантонского и других китайских языков и диалектов (например, севернокитайского), а также ошибочного произнесения латинской записи китайских слов.

## География
Гуанчжоу лежит в субтропиках. Климат тёплый и влажный, в любое время года в городе много цветов. Гуанчжоу — хорошо известный культурно-исторический город Китая, является крупнейшим в Южном Китае торгово-промышленным городом и морским внешнеторговым портом.
Гуанчжоу находится в южной части континентального Китая, к северу от дельты реки Чжуцзян («жемчужная река»), рядом с побережьем Южно-Китайского моря, Гонконгом и Макао. Самая высокая гора в Гуанчжоу — Байюньшань. Город пересекает река Чжуцзян, которая, приняв воды притоков — Дунцзян («восточная река»), Сицзян («западная река») и Бэйцзян («северная река»), впадает в Южно-Китайское море. Общая площадь территории города составляет 7434,4 км².
| Показатель                    | Янв. | Фев. | Март | Апр. | Май  | Июнь | Июль | Авг. | Сен. | Окт. | Нояб. | Дек. | Год  |
| ----------------------------- | ---- | ---- | ---- | ---- | ---- | ---- | ---- | ---- | ---- | ---- | ----- | ---- | ---- |
| Абсолютный максимум, °C       | 27,2 | 28,6 | 32,1 | 32,4 | 36,2 | 36,6 | 39,1 | 38,0 | 37,6 | 34,8 | 32,5  | 29,6 | 39,1 |
| Средний суточный максимум, °C | 18,3 | 18,5 | 21,6 | 25,7 | 29,3 | 31,5 | 32,8 | 32,7 | 31,5 | 28,8 | 24,5  | 20,6 | 26,5 |
| Средняя температура, °C       | 14,3 | 15,1 | 18,4 | 22,6 | 26,0 | 28,2 | 29,1 | 29,0 | 27,7 | 24,8 | 20,2  | 16,0 | 22,6 |
| Средний суточный минимум, °C  | 10,3 | 11,7 | 15,2 | 19,5 | 22,7 | 24,8 | 25,5 | 25,4 | 24,0 | 20,8 | 15,9  | 11,5 | 18,9 |
| Абсолютный минимум, °C        | 0,1  | 1,3  | 3,2  | 7,7  | 14,6 | 18,8 | 21,6 | 20,9 | 15,5 | 9,5  | 4,9   | 0,0  | 0,0  |
| Норма осадков, мм             | 41   | 69   | 85   | 201  | 284  | 276  | 233  | 227  | 166  | 87   | 35    | 32   | 1736 |

| Солнечное сияние, часов за месяц. | Солнечное сияние, часов за месяц. | Солнечное сияние, часов за месяц. | Солнечное сияние, часов за месяц. | Солнечное сияние, часов за месяц. | Солнечное сияние, часов за месяц. | Солнечное сияние, часов за месяц. | Солнечное сияние, часов за месяц. | Солнечное сияние, часов за месяц. | Солнечное сияние, часов за месяц. | Солнечное сияние, часов за месяц. | Солнечное сияние, часов за месяц. | Солнечное сияние, часов за месяц. | Солнечное сияние, часов за месяц. |
| Месяц                             | Янв                               | Фев                               | Мар                               | Апр                               | Май                               | Июн                               | Июл                               | Авг                               | Сен                               | Окт                               | Ноя                               | Дек                               | Год                               |
| Солнечное сияние, ч               | 133                               | 76                                | 74                                | 78                                | 127                               | 150                               | 220                               | 198                               | 186                               | 192                               | 177                               | 167                               | 1780                              |
| --------------------------------- | --------------------------------- | --------------------------------- | --------------------------------- | --------------------------------- | --------------------------------- | --------------------------------- | --------------------------------- | --------------------------------- | --------------------------------- | --------------------------------- | --------------------------------- | --------------------------------- | --------------------------------- |

## Административно-территориальное деление
Город субпровинциального значения Гуанчжоу делится на 11 районов:
| Карта                                                                              | Статус  | Название | Иероглифы    | Пиньинь   | Население (2020) | Площадь (км²) |
| ---------------------------------------------------------------------------------- | ------- | -------- | ------------ | --------- | ---------------- | ------------- |
| ② ① Хайчжу Тяньхэ Байюнь Хуанпу Паньюй Хуаду Наньша Цзэнчэн Цунхуа ① Юэсю ② Ливань |         |          |              |           |                  |               |
| Район                                                                              | Ливань  | 荔湾区   | Lìwān qū     | 1 238 305 | 59,1             |               |
| Район                                                                              | Юэсю    | 越秀区   | Yuèxiù qū    | 1 038 643 | 33,8             |               |
| Район                                                                              | Хайчжу  | 海珠区   | Hǎizhū qū    | 1 819 037 | 90,4             |               |
| Район                                                                              | Тяньхэ  | 天河区   | Tiānhé qū    | 2 241 826 | 96,33            |               |
| Район                                                                              | Байюнь  | 白云区   | Báiyún qū    | 3 742 991 | 795,79           |               |
| Район                                                                              | Хуанпу  | 黄埔区   | Huángpǔ qū   | 1 264 447 | 484,17           |               |
| Район                                                                              | Паньюй  | 番禺区   | Pānyú qū     | 2 658 397 | 529,94           |               |
| Район                                                                              | Хуаду   | 花都区   | Huādū qū     | 1 642 360 | 970,04           |               |
| Район                                                                              | Наньша  | 南沙区   | Nánshā qū    | 846 584   | 783,86           |               |
| Район                                                                              | Цунхуа  | 从化区   | Cónghuà qū   | 717 684   | 1974,5           |               |
| Район                                                                              | Цзэнчэн | 增城区   | Zēngchéng qū | 1 466 331 | 1616,47          |               |

## История
Гуанчжоу — один из 24 исторических городов Китая, с более чем 2000-летней историей. По малодостоверной легенде, город был основан в 862 году до н. э.
После того, как Цинь Шихуанди завоевал эти земли, в 214 году до н. э. был создан уезд Паньюй (番禺县). Для администрирования всей области Линнань был создан Наньхайский округ (南海郡), власти которого разместились в уезде Паньюй. Когда империя Цинь пала, управлявший Наньхайским округом Чжао То создал в 204 году до н. э. независимое государство Намвьет, столицей которого стал Паньюй.
В 111 году до н. э. империя Хань завоевала Намвьет и разделила его земли на 9 округов, одним из которых опять стал Наньхайский округ. Во времена империи Суй Наньхайский округ был расформирован, и была создана Гуанчжоуская область (广州), власти которой также разместились в Паньюе — именно с этих времён и начинается топоним Гуанчжоу.
Во времена империи Суй уезд Паньюй был в 590 году переименован в уезд Наньхай (南海县), однако после смены империи Суй на империю Тан восточная часть уезда Наньхай была выделена в отдельный уезд, вновь получивший название Паньюй. С этих пор история уездов Наньхай и Паньюй развивалась параллельно, а их органы власти размещались в одном и том же месте.
Со времён империи Хань в Паньюе был основан торговый порт, отсюда корабли других стран забирали китайские товары, именно отсюда стал начинаться морской Шёлковый путь. Так продолжалось, пока на закате империи Тан не разразилось восстание под руководством Хуан Чао: в 879 году повстанческая армия взяла Паньюй, после чего было убито много иностранных купцов.
В 917 году Лю Янь основал государство Южная Хань, и разместил здесь его столицу; Гуанчжоуская область была поднята в статусе и стала Синванской управой (兴王府). В 971 году Южная Хань была захвачена объединившей все китайские земли империей Сун, и Синванская управа вновь стала Гуанчжоуской областью.
После монгольского завоевания и основания империи Юань Гуанчжоуская область стала в 1278 году Гуанчжоуским регионом (广州路); разрушенный во время боёв морской порт с 1286 года начал функционировать вновь. После свержения власти монголов и основания империи Мин «регионы» были переименованы в «управы» — так в 1368 году появилась Гуанчжоуская управа (广州府), власти которой по-прежнему размещались в уезде Паньюй. Со времён империи Мин сюда начали прибывать торговые корабли из Европы, и со временем на выделенном для торговцев участке были построены «13 факторий». Перенося на китайскую землю привычные для себя понятия, европейцы называли место размещения властей Гуанчжоуской управы «городом Гуанчжоу» (хотя в китайской системе того времени никаких «городов» с отдельной системой управления, отдельным бюджетом и т. п. не существовало — это были ничем не выделяющиеся части более крупных административных единиц).
До 1840 года Гуанчжоу был единственным портом Китая, открытым для европейских торговых судов. Именно с блокирования этого порта начались военные действия британских войск в Первой Опиумной войне После проигрыша войны Цинской империей территория «13 факторий» в Гуанчжоу была выделена в экстерриториальный англо-французский сеттльмент, неподконтрольный китайским властям.
В конце XIX — начале XX веков Гуанчжоу был местом ряда неудачных восстаний против властей империи Цин, которые стали предтечей Синьхайской революции. После свержения монархии Гуанчжоу стал оплотом революционных властей, центром противостояния северной монархической реакции. В 1921 году республиканские власти, следуя путём вестернизации, выделили урбанизированные части уездов Паньюй и Наньхай, и объединили их в отдельную административную единицу: город Гуанчжоу (это был первый случай, когда в Китае появился «город» в западном смысле этого слова).
Во время второй японо-китайской войны Гуанчжоу был захвачен японским десантом в октябре 1938 года, и оставался под японской оккупацией до конца войны в 1945 году.
После Второй мировой войны Великобритания и Франция официально отказались от экстерриториальных прав в Китае, и в 1946 году англо-французский сеттльмент был упразднён.
Войска китайских коммунистов вошли в Гуанчжоу на завершающем этапе гражданской войны, 14 октября 1949 года. Гуанчжоу стал городом провинциального подчинения. В 1960 году под юрисдикцию властей Гуанчжоу были переданы уезды Хуасянь и Цунхуа, а в 1975 году — уезды Паньюй и Цзэнчэн.
Постановлением Госсовета КНР от 20 мая 1992 года уезд Паньюй был преобразован в городской уезд.
Постановлением Госсовета КНР от 18 июня 1993 года был расформирован уезд Хуасянь, а вместо него создан городской уезд Хуаду.
8 июля 1993 года в городском уезде Паньюй была образована зона экономического и технологического развития «Гуанчжоу Наньша».
Постановлением Госсовета КНР от 8 декабря 1993 года уезд Цзэнчэн был преобразован в городской уезд.
Постановлением Госсовета КНР от 26 марта 1994 года уезд Цунхуа был преобразован в городской уезд.
Постановлением Госсовета КНР от 21 мая 2000 года городские уезды Паньюй и Хуаду были преобразованы в районы городского подчинения.
Постановлением Госсовета КНР от 28 апреля 2005 года зона экономического и технологического развития «Гуанчжоу Наньша» была выделена в отдельный район городского подчинения Наньша.
Постановлением Госсовета КНР от 12 февраля 2014 года городские уезды Цзэнчэн и Цунхуа были преобразованы в районы городского подчинения.

## Экономика
Город является крупнейшим туристическим, промышленным, финансовым и транспортным центром Южного Китая. После объявления Гуанчжоу «открытым», в нём образовались две экономико-технологические «зоны развития». Бывшая зона «Гуанчжоу Наньша» (современный район Наньша) застроена производственными предприятиями, свободная торговая зона — сосредоточение торговых и таможенных организаций. 
Здесь по-прежнему производятся изделия традиционного искусства и народных ремёсел (расписная и перегородчатая эмаль, лаковые изделия, резьба по слоновой кости, веера, зонты, изделия из нефрита, вышивка), развиты рыбоводство и рыболовство.
В Гуанчжоу находятся около ста оптовых рынков различных видов товара. В городе два раза в год проходит Кантонская ярмарка (CECF, Canton Fair) — одно из важнейших событий года в мире производства и торговли. На сегодняшний день это третья промышленная выставка в мире по объёму заключаемых сделок. Гуанчжоу — важнейшая площадка торговли с Гонконгом.
В 2019 году внешнеторговый оборот Гуанчжоу составил 1 трлн 660 млн юаней, увеличившись на 2 % в годовом исчислении. В частности, импорт составил 474,08 млрд юаней (рост на 12,8 %). Объём торговли между Гуанчжоу и странами вдоль проекта «Один пояс и один путь» составил 240,93 млрд юаней или 24,1 % от общего объёма внешней торговли Гуанчжоу. По объёму экспорта и импорта в рамках трансграничной электронной коммерции Гуанчжоу вышел на первое место среди китайских городов. В 2019 году в Гуанчжоу было зарегистрировано 3 446 новых предприятий с прямыми иностранными инвестициями. Фактически освоенные зарубежные инвестиции составили 7,143 млрд долл. США, что на 8,1 % больше по сравнению с предыдущим годом.
Гуанчжоу является важным финансовым центром, здесь базируются офисы китайских и международных банков, страховых и финансовых компаний (в том числе China Guangfa Bank, GF Securities и Guangzhou Rural Commercial Bank), а также Фьючерсная биржа Гуанчжоу.  

### Промышленность
Гуанчжоу — всемирно известный центр лёгкой промышленности, производящий изделия из шёлка, хлопка, джута, рами, а также искусственных волокон. Как и многие другие промышленно развитые регионы Китая, город хронически страдает от дефицита электроэнергии. Пик энергопотребления приходится на летний период. Растёт потребление электроэнергии, импортируемой из Западного и Юго-Западного Китая. 
В Гуанчжоу расположены тысячи промышленных предприятий — судостроительных, автомобильных, мотоциклетных, по производству оборудования для текстильной и пищевой промышленности, по производству автокомплектующих, газетной бумаги, сахара-рафинада, малой бытовой техники, шин, велосипедов, спортинвентаря, фарфора, цемента, химических веществ, электронных компонентов и водорода.
Среди крупных промышленных предприятий — автомобильные заводы GAC Group, GAC Aion New Energy Automobile, Dongfeng Nissan Passenger Vehicle, Honda, Peugeot и XPeng, автобусный завод GAC Bus, завод автомобильных комплектующих ZF Friedrichshafen AG, мотоциклетные заводы Wuyang Honda Motors и Dayun Motorcycle, завод аккумуляторов Golden Dragon Bus, заводы водородных топливных элементов HTWO Guangzhou и Sinopec, судостроительный завод China State Shipbuilding Corporation, завод по производству лифтов Hitachi Elevator, завод 1-го НПО China Aerospace Science and Industry Corporation, заводы электроники и комплектующих LG Electronics и LG Display, заводы полупроводников APT Electronics, CanSemi и Aqualite, нефтехимический комбинат Sinopec Guangzhou Petrochemical, химический завод LyondellBasell, фармацевтические фабрики Guangzhou Pharmaceutical Holdings, косметические и парфюмерные фабрики Shifei Bio-Tech и Xuelei Cosmetic, металлургический завод China Baowu Steel Group, пивоваренный завод Zhujiang Brewery Group, заводы спорттоваров Monton Sports и Double Fish.
Завод компании GAMECO (Guangzhou Aircraft Maintenance Engineering Company), расположенный на территории аэропорта Гуанчжоу Байюнь, занимается техническим обслуживанием, капитальным ремонтом и модифицированием самолётов. Совместное предприятие GAMECO и Boeing производит грузовые самолёты. Логистический центр Airbus распределяет авиационные комплектующие. 
С конца 1990-х годов Гуанчжоу продвигает новую стратегию развития: в городе закрываются «грязные» производства (нефтеперерабатывающие, химические, металлургические и цементные заводы), трудоёмкие и энергоёмкие производства переносятся в соседние округа Фошань, Дунгуань, Хойчжоу и Чжуншань, а сам Гуанчжоу концентрирует усилия на развитии НИОКР и высоких технологий.

### Строительство и недвижимость
В Гуанчжоу строится много транспортной и энергетической инфраструктуры, офисной, торговой и жилой недвижимости, включая высотные комплексы и обширные микрорайоны. Самыми высокими зданиями города являются Финансовый центр CTF (530 м), Международный финансовый центр (440 м), CITIC Plaza (391 м), The Pinnacle (360 м), Global City Square (319 м), Poly Pazhou (311 м), Fortune Center (309 м), Башня Перл-Ривер (309 м), Башня Guangfa Securities (308 м) и Leatop Plaza (303 м). Среди других архитектурных достопримечательностей — Телебашня Гуанчжоу и небоскрёб-кольцо Гуанчжоу-Юань.

## Транспорт

### Водный
Морской и речной транспорт играют ключевую роль в международной торговле Гуанчжоу. Порт Гуанчжоу входит в пятёрку крупнейших контейнерных портов мира. 

### Рельсовый
Важное значение имеет перевалка контейнеров, приходящих в порт Гуанчжоу из других районов Китая, а также из Вьетнама, на грузовые поезда, следующие по маршруту Китай — Центральная Азия — Европа. Кроме того, большое значение имеет грузовое железнодорожное сообщение по маршруту Гуанчжоу — Ханой и Гуанчжоу — Европа.
В секторе пассажирских перевозок ключевую роль играют высокоскоростная железная дорога Пекин — Гуанчжоу и Гуанчжоуский метрополитен, открытый в 1997 году.

### Воздушный
Город обслуживает Международный аэропорт Гуанчжоу-Байюнь, входящий в тройку крупнейших пассажирских аэропортов Китая (уступает лишь Пекину и Шанхаю). В аэропорту Гуанчжоу расположен Азиатско-Тихоокеанский транзитный хаб авиакомпании FedEx Express. По итогам 2024 года количество пассажиров, которые были обслужены в международном аэропорту Байюнь, составило 76,37 млн человек (+ 20,89 % в годовом исчислении). Важное значение имеют грузовые авиарейсы, которые связывают Гуанчжоу с США, Западной Европой и Юго-Восточной Азией.

### Автодорожный
- Гуанчжоуский троллейбус (открыт в 1960 году)
- Гуанчжоуский скоростной автобусный транспорт
- Беспилотные такси[31]

## Наука и образование
Согласно рейтингу британского научного журнала Nature по состоянию на 2022 год Гуанчжоу занимал десятое место среди научно-исследовательских центров мира.
- Гуандунский колледж легкой промышленности
- Гуандунский колледж путей сообщения
- Гуанчжоуский железнодорожный колледж[33]

## Достопримечательности
- Храм бога Южного моря — основан в 594 году, служил отправным пунктом Шелкового пути через Южно-Китайское море[34].
- Мавзолей царей Наньюэ (Mausoleum of the Nanyue Kings, 西汉南越王博物馆).
- Парк Юэсю — самый крупный в Гуанчжоу парк, его площадь составляет 920 тыс. м². В парке много цветов и деревьев, ежегодно весной и осенью здесь проводятся крупная весенняя ярмарка и выставка хризантем. Внутри парка имеется стадион, вмещающий свыше 30 тыс. зрителей. Главные достопримечательности парка: статуя Пяти козлов (символ города Гуанчжоу), музей Чжэнхайлоу в старинном здании городской смотровой башни, обелиск памяти Сунь Ятсена и городская стена минской эпохи.

Адрес: Цзефан-бэй-лу
- Храм Предков Семейства Чэнь — Чэньцзяцы — Храм семьи Чэнь (или Академия клана Чэнь) — памятник китайской архитектуры девятнадцатого века. Построенный в 1890 году во время правления династии Цин, при Гуансюе, Храм семьи Чэнь являет собой лучше всего сохранившийся комплекс традиционных построек в провинции Гуандун. В нём объединена китайская архитектура и уникальное декоративное искусство провинции Гуандун. На площади 10 000 метров² располагается 19 построек и 6 двориков. В храме выставлены глиняные, каменные, фарфоровые изделия и коллекцию высокохудожественных вышивок на шёлке, копирующих живописные полотна.

Адрес: Эньлунли-лу, д. 34
- Мемориальный зал Сунь Ятсена — Сунь Ятсен — революционер, первый президент Китая. В зале его памяти размещается его музей, а также проводятся концерты классической музыки. Адрес: Дунфэн-Чжун-лу
- Рынок Цинпин — на котором продаются лекарственные растения; в прошлом знаменит торговлей разнообразными, в том числе довольно экзотическими животными для нужд местных гурманов.

Адрес: Qingping Lu и Ti Yun Lu
- Жемчужная река (珠江, Чжуцзян или Кантонская река). На сегодняшний день берега этой реки — одно из самых популярных мест отдыха иностранцев и местных жителей. Китайцы, которые живут ближе к центру города, любят приходить сюда, чтобы заняться китайской гимнастикой, а также порыбачить с друзьями.
- Выставочный комплекс Люхуа — Выставочная площадь комплекса составляет 120 тысяч квадратных метров. Ежегодно в выставочный комплекс Люхуа инвестируются большие денежные суммы для улучшения и модернизации помещения, оборудования и средств обслуживания. Был построен в 1974 году. Расположенный в центре города, комплекс Люхуа очень удобен для посещения. Адрес: 117, Liuhua Road
- Выставочный комплекс Пачжоу — многофункциональный международный выставочный центр, самый крупный и самый современный в Азии, второй по величине в мире, был открыт в 2002 году. Выставочная площадь комплекса — 130 тысяч м² внутри и 22 тысячи м² снаружи. Комплекс Пачжоу насчитывает 13 выставочных залов, расположенных на первом и втором этажах; размер каждого зала составляет примерно 10 тысяч м². Планировка комплекса позволяет проводить несколько разноплановых выставок одновременно. Благодаря вместительности выставочных залов, комплекс идеально подходит для проведения выставок автомобилей, оборудования и парусных лодок, для проведения которых существуют особые требования.

Адрес: 380, Yuejiang Zhong Road
- Телебашня Гуанчжоу — вторая по высоте телебашня в мире; построена в 2005—2009 годах компанией ARUP к Азиатские игры|Азиатским играм 2010 года. Высота телебашни составляет 610 метров. Гиперболоидная сетчатая конструкция аналогична конструкции башен инженера В. Г. Шухова, запатентованной и впервые построенной им в 1896 году в России. Башня используется также для обзора панорамы города и рассчитана на приём 10000 туристов в день.
- Мечеть Хуайшэн, одна из старейших в Китае.
- Международный крикетный стадион Гуанчжоу, арена вместимостью 12 тысяч человек. Принимает матчи по крикету, австралийскому футболу и регби.

## Города-побратимы
- Фукуока, Япония (май 1979)
- Лос-Анджелес, США (2 марта 1982)
- Манила, Филиппины (ноябрь 1982)
- Ванкувер, Канада (март 1985)
- Сидней, Австралия (май 1986)
- Бари, Италия (ноябрь 1986)
- Франкфурт-на-Майне, Германия (11 апреля 1988)
- Лион, Франция (ноябрь 1988)
- Окленд, Новая Зеландия (февраль 1989)
- Кванджу, Южная Корея (октябрь 1996)
- Линчёпинг, Швеция (ноябрь 1997)
- Дурбан, Южная Африка (июль 2000)
- Бристоль, Великобритания (май 2001)
- Екатеринбург, Россия (10 июля 2002)
- Арекипа, Перу (27 октября 2004)
- Бирмингем, Великобритания (декабрь 2006)
- Дубай, ОАЭ
- Казань, Россия (2012)